# Cisowe (Mazovie)
Cisowe (prononciation : [t͡ɕiˈsɔvɛ]) est un village polonais de la gmina de Leoncin dans le powiat de Nowy Dwór Mazowiecki de la voïvodie de Mazovie dans le centre-est de la Pologne.
Il se situe à environ 18 kilomètres au sud-ouest de Nowy Dwór Mazowiecki (siège du powiat) et à 38 kilomètres à l'ouest de Varsovie (capitale de la Pologne).

## Histoire
De 1975 à 1998, le village appartenait administrativement à la voïvodie de Varsovie.